# 수산화 칼륨
수산화 칼륨(水酸化─ , Potassium hydroxide, 화학식: KOH)은 무기 화합물의 하나이다. 수산화 나트륨(NaOH)과 함께 이 무색의 고체는 대표적인 강염기이며, 염기성이 너무 강해 피부를 태울 수 있다. 화학적 특성은 수산화 나트륨과 비슷하다.
수산화 칼륨은 수산화 나트륨(NaOH)과 함께 전형적인 강염기이다. 이는 많은 산업 및 틈새 응용 분야를 가지고 있으며 대부분 부식성 특성과 산에 대한 반응성을 활용한다. 2005년에는 대략 700,000~800,000톤이 생산되었다. 수산화 칼륨은 대부분의 연질 비누와 액체 비누뿐만 아니라 수많은 칼륨 함유 화학 물질의 전구체로서 주목할 만하다. 위험할 정도로 부식성이 있는 흰색 고체이다.

## 같이 보기
- 소다 석회